# Joaquim Murillo Maldonado
Joaquim Murillo Maldonado (Nova Iguaçu, Rio de Janeiro, 7 de agosto de 1920 — Rio de Janeiro, 1997) foi um oficial de carreira da Polícia Militar do antigo Estado da Guanabara, jurista e político atuante no Rio de Janeiro, do século XX.

## Biografia

### Família
Foi um dos oito filhos do casal Joaquim Guilherme de Sousa Leitão Maldonado, que era neto do Visconde de Jaguaribe, e de Diva Corrêa, que adotou o nome de casada de Diva Corrêa Maldonado. Nascido no município de Nova Iguaçu, por força de atividade itinerante de seu pai, enquanto funcionário público federal, Maldonado foi irmão de Lêda Maldonado Sant'Anna (sem descendência), Neuza Maldonado Kruel (sem descendência), Fernando Maldonado, Solony Maldonado de Carvalho, Marcílio Maldonado (sem descendência), Marília Maldonado Silveira, e de Gilda Maldonado Novais, rigorosamente todos funcionários de carreira pública, como parecia rezar uma tradição público-administrativa familiar. Deixou geração, na cidade do Rio de Janeiro, de seu casamento com Deolinda Fernandes, falecida em 24 de dezembro de 1986.

### Vida pública
Bacharel em Direito, formou-se oficial de carreira da Polícia Militar carioca, chegando ao seu cargo máximo - Comandante do Estado Maior - no início dos anos 70. Na mesma instituição, tivera passado anteriormente pelo lendário presídio da Ilha Grande, como seu Diretor, bem como pela diretoria do DETRAN-Rio.
Tendo atingido o ápice de sua carreira militar, em lugar de aposentar-se das funções públicas, assim como seduzido pelo processo democrático que se reinstaurava no país ao final da década de 1970, Maldonado decidiu candidatar-se a vereador, pelo extinto MDB, à primeira eleição municipal do período da ditadura militar. Eleito com expressiva votação, assumiu a vice-presidência da Câmara carioca em 1 de março de 1977, haja vista sua vasta qualificação público-administrativa anterior.
Exerceu ainda um mandato como deputado estadual na Assembléia Legislativa do Estado do Rio de Janeiro, pelo PMDB, na década de 80. Sua carreira política, entretanto, foi interrompida por motivo de saúde, que mais adiante o levou a falecer em 1997, na cidade do Rio de Janeiro.
Em sua memória, a prefeitura da capital fluminense batizou com seu nome uma rua do bairro da Ilha do Governador, outrora seu forte reduto eleitoral.